# 高槻市立若松小学校
高槻市立若松小学校（たかつきしりつ わかまつしょうがっこう）は、大阪府高槻市にある公立小学校。

## 沿革
- 1976年4月　高槻市立高槻小学校、高槻市立西大冠小学校より分離開校
- 1986年6月　プール完成
- 1996年11月　コンピュータ室完成
- 2004年8月　普通教室にクーラー設置

## 通学区域
- 高槻市 春日町、若松町、西冠2丁目

卒業生は基本的に高槻市立城南中学校へ進学する。

## 交通アクセス
- JR高槻駅より市営バス下田部行乗車「辻子」バス停下車。
- 阪急高槻市駅より京阪バス枚方市駅行乗車「辻子」バス停下車。